# Schloss Poschwitz
Schloss Poschwitz war jahrhundertelang Sitz der Herren von der Gabelentz und befindet sich im Stadtteil Poschwitz der ostthüringischen Skat- und Residenzstadt Altenburg. Hier wurde in einer Gelehrtenrunde um den Schlossherren Hans Carl Leopold von der Gabelentz im Jahr 1813 das Skatspiel erfunden.

## Geschichte
Erster urkundlich erwähnter Besitzer einer Wasserburg war Otto von Poschwitz im Zeitraum von 1264 bis 1274. Bereits 1388 ist diese im Besitz von Albrecht I. von der Gabelentz, dem auch das Rittergut Nobitz gehörte. Sein Enkel Hans von der Gabelentz wird 1455 mit Windischleuba belehnt. Im Jahr 1499 kommt es zu einer Erbteilung und Georg II. von der Gabelentz erhält die Rittergüter Poschwitz und Nobitz.
Die Wasserburg brannte 1507 ab. Georg II. erwarb 1515 von seinem Bruder Heinrich das Rittergut Windischleuba. Georgs Sohn Sebastian wurde 1536 mit den drei Rittergütern seines Vaters belehnt. Im Jahr 1580 übernahm Friedrich von der Gabelentz das Rittergut Poschwitz und errichtete das heutige Schloss im Renaissancestil.
Im Jahr 1806 übernahm Hans Carl Leopold von der Gabelentz das Rittergut Poschwitz, das 1803 eine Fläche von 71,24 ha besaß. Er veranlasste die Zusammenlegung und Verkleinerung der beiden Teiche zu einem, der heute noch existiert. Von 1842 bis 1847 wurde das Schloss um einen neogotischen Südflügel erweitert. Sein Sohn Hans Conon von der Gabelentz  (* 1807; † 1874) gilt als einer der bedeutendsten Herren auf Poschwitz, er war unter anderem bis 1870 Landtagspräsident des Herzogtums Sachsen-Altenburg. Nach seinem Tod 1874 übernahmen seine Söhne Hans Albrecht und Georg das Rittergut, welches 1873 eine Größe von 137,9 ha hatte. In dieser Zeit hielt sich auch Franz Liszt zu einem Konzert im Schloss auf. Georgs Sohn Albrecht von der Gabelentz (* 1873; † 1933) erbte es 1893. Er ließ 1903 und 1904 die Wohnräume des Schlosses umbauen. Bereits zu diesem Zeitpunkt besaß die Familie das herrschaftliche Anwesen 500 Jahre lang. Der landwirtschaftliche Betrieb diente sogar zum Teil als Versuchsstation im Obstanbau. Im Jahr 1912 kamen Besitzungen in Remsa hinzu, so dass das Rittergut 1923 eine Größe von 172 ha besaß.
Nach Albrechts Tod 1933 übernahm seine Witwe Olga von der Gabelentz das Rittergut, welches zu dieser Zeit auf 126 ha geschrumpft war. So kam es dazu, dass sie 1945 im Zuge der Bodenreform enteignet wurde, obwohl der damalige Direktor des Lindenau-Museums in Altenburg, Hanns-Conon von der Gabelentz (* 1892; † 1977), ein Heimatmuseum einrichtete. Bei der Enteignung ging die wertvolle sprachwissenschaftliche Bibliothek von Hans Conon von der Gabelentz und die Spielkartensammlung als Beutekunst an die Sowjetunion verloren. Andere Teile der Sammlung gelangten später in DDR-Staatsbesitz, wurden restituiert und in jüngerer Zeit veräußert.
Der neogotische Turmaufsatz des Schlosses wurde 1961 wegen Baufälligkeit entfernt. Zu Beginn der 1970er Jahre wurde ein Stall und die Torfahrt des Wirtschaftshofes abgerissen. In den Jahren 1988 und 1989 folgte die Scheune. Von 1971 bis 1991 befanden sich im Schloss Wohnungen und der Sitz des VEB Gartenbaubetrieb Poschwitz. Im Jahr 2013 erfolgte eine Notsicherung im Dachbereich, da der private Eigentümer das Schloss zusehends verfallen ließ.

## Schlosspark
Das Rittergut befand sich ab 1774 im Besitz von Wilhelm Ludwig von der Gabelentz, der damit begann den alten Lustgarten zu vergrößern und repräsentativ zu gestalten. Es entstanden durch seine Nachfolger auch verschiedene Gärten. Der heutige Park westlich des Schlosses misst ungefähr 5000 m².